# Diplodocum Red & Brown
Diplodocum, Red & Brown fue una banda de rock nacida en La Plata, Argentina a finales de los años sesenta. Estaba constituida por Skay Beilinson en bajo, Guillermo Beilinson en voz, Topo D´Aloisio en guitarra, Bernardo Rubaja en teclados e Isa Portugheis en batería.
Sus letras aún estaban compuestas en inglés y el estilo musical del grupo fue decididamente psicodélico. En sus actuaciones integraban una cantidad importante de componentes audiovisuales.
El grupo se disolvió y algunos de sus miembros pasaron a tocar con La Cofradía de la Flor Solar y algún tiempo después serían los artífices, algunos de ellos, del nacimiento de Patricio Rey y sus Redonditos de Ricota.
De esta banda quedó la grabación de un disco sencillo que contiene los temas: "Blues del hombre de la capa azul" y "Blind Sex".